# Aléxandros II Mavrocordatos

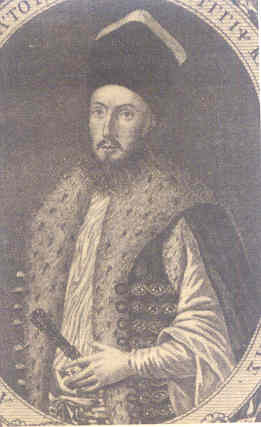
Retrato de Aléxandros II Mavrocordatos

Alejandro II Mavrocordato (en griego Aléxandros Mavrocordatos; en rumano Alexandru Mavrocordat) (Estambul, Imperio otomano, 1 de julio de 1754 - Moscú, Imperio ruso, 8 de febrero de 1819) fue un príncipe fanariota y Hospodar de Moldavia entre 1785 y 1786, fue apodado Firaris (fugitivo).
Hijo del príncipe Ioannis II Mavrocordatos y de Sultana Manos, Aléxandros ocupó el cargo de Gran Dragomán de la Sublime Puerta desde 1782 a 1785, antes de ser nombrado para reemplazar a su primo Aléxandros I Mavrocordatos como hospodar de Moldavia desde enero de 1785 a diciembre de 1786. Como gobernante mantuvo buenas relaciones tanto con Austria como con el Imperio ruso.
Con el inminente estallido de la Guerra ruso-turca en 1787 huyó al Imperio ruso, seguido de varios terratenientes. Reconocido su título de Príncipe se quedó a vivir en Moscú, donde falleció el 8 de febrero de 1819.
Aléxandros II contrajo matrimonio con la princesa Zaphira Caradja, hija del príncipe Nikólaos Caradja, Hospodar de Valaquia. De su matrimonio nació una única hija que se convirtió en dama de honor de la emperatriz Catalina II de Rusia.